# سید محمدحسین مبین
سیّد محمدحسین مُبَیِّن (زاده ۱۳ آذر ۱۳۰۶ – درگذشت ۶ مهر ۱۳۹۴) پزشک، نویسنده و شاعر اهل تبریز بود. به جهت فعالیت‌های گسترده وی در حوزه بیماری جذام، از وی به عنوان «پدر جذامیان ایران» یاد می‌شود. وی در ریشه‌کنی این بیماری در ایران، نقش به سزایی داشت.
وی همچنین یکی از نویسندگان کتاب گذشته چراغ راه آینده است بوده‌است.

## زندگی‌نامه
مبین در ۱۳ آذر ۱۳۰۶ در محله چرنداب، تبریز به دنیا آمد. او سه برادر و دو خواهر داشت که در بین آن‌ها او پنجمین فرزند خانواده بود. پدرش عطار بود و با گیاهان دارویی بیماران را معالجه می‌کرد و از آنجا که سید بود در خانه‌های مردم روضه می‌خواند.

تحصیلات ابتدایی را در دبستان معرفت، تبریز به اتمام رسانده و در سال ۱۳۱۹ به همراه همه اعضای خانواده، به دلیل حضور برادر بزرگش در کرمان به آنجا کوچ کرده و کلاس شش و دوره دبیرستان را در مدرسه پهلوی کرمان به پایان رساند. در دوران متوسطه به‌خاطر علاقه‌ای که به ادبیات داشت، سراغ شعر و شاعری رفت؛ اما با توصیه برادرش تغییر رشته داده و در رشته تجربی مشغول به تحصیل شد. مبین در این مورد چنین گفته‌است: 
«در دوران متوسطه به خاطر علاقه‌ای که به ادبیات داشتم سراغ شعر و شاعری رفتم؛ اما برادرم به من گفت باید در رشته‌ای تحصیل کنم که بتوانم برای مردم کشور مفید باشم و شعر نمی‌تواند دردی از دردهای آن‌ها را درمان کند. به همین خاطر تغییر رشته دادم و در رشته تجربی مشغول به تحصیل شدم. طبابت علاقه‌ای بود که در درون من وجود داشت.»
پس از ۶ سال اقامت در کرمان به تبریز مراجعت و با اخذ دیپلم طبیعی از دبیرستان فردوسی در سال ۱۳۲۸ وارد دانشکده پزشکی تبریز شد و در سال ۱۳۳۴ به دریافت دکترای پزشکی نایل آمد.
وی پس از طی خدمت نظام وظیفه در سال ۱۳۳۷ به استخدام وزارت بهداری درآمد و خدمات پزشکی، اجتماعی خود را با بیماریابی جذام در آذربایجان شرقی آغاز کرد و پس از یک سال فعالیت در امر بیماریابی در سال ۱۳۳۸ به عنوان کفیل آسایشگاه جذامیان باباباغی، تبریز به ادامه فعالیت پرداخت. در سال‌های دهه‌های ۱۳۳۰ و ۱۳۴۰، بیماری جذام در نقاط مختلف کشور به‌ویژه آذربایجان شیوع زیادی پیدا کرده بود. مبین دربارهٔ این دوران چنین گفته‌است: «آن زمان ۵۵۰ بیمار جذامی در آنجا (باباباغی) زندگی می‌کردند. در آن سال‌ها پزشکان داخل کشور حاضر نبودند، برای درمان این بیماران کار کنند. دیدن رنج و عذاب آن‌ها باعث شد تا همه زندگی‌ام را وقف آن‌ها کنم. هر روز صبح زود به این مرکز می‌رفتم و تا ساعت ۱۰ شب مشغول درمان بیماران و رسیدگی به وضعیت زندگی آن‌ها می‌شدم.» او در سال ۱۳۳۹ با نشاط وثوقی (مادر جذامیان ایران)، ازدواج کرد. مبین در مورد ازدواج با همسرش نیز چنین گفته‌است: «همسرم جزو نخستین فارغ‌التحصیلان دانشکده مامایی در تبریز بود. وقتی با او پیمان زناشویی بستم شرط ازدواجمان کمک به بیماران جذامی بود و او هم پذیرفت و ۲۰ سال در کنار من در آسایشگاه باباباغی به بیماران خدمت کرد.»
در سال ۱۳۴۱ با استفاده از بورس تحصیلی سازمان بهداشت جهانی برای طی دوره آموزشی علمی و عملی جذام، رهسپار کشورهای اسپانیا، پرتقال، نیجریه و مالی گردید. پس از این دوره آموزش عالی به ایران مراجعت و به عنوان رئیس آسایشگاه باباباغی مشغول به خدمت شد.
در سال ۱۳۴۸ با ادغام سازمان بهداری و دانشگاه تبریز به دانشگاه منتقل و موفق به اخذ تخصص در رشته بیماری‌های پوستی و آمیزشی از دانشگاه تبریز شد. در بخش پوست دانشکده پزشکی بیمارستان بابک (هفتم تیر فعلی) به عنوان عضو هیئت علمی به فعالیت‌های علمی–پزشکی خود ادامه داد.
مبین از بهمن ۱۳۵۳ به عنوان عضو افتخاری انجمن کمک به جذامیان ایران و چند سالی نیز به عنوان رئیس انجمن کمک به جذامیان آذربایجان به بیماران جذامی خدمت کرده‌است. دکتر مبین نه تنها در انجمن «حمایت از جذامیان» بلکه در بقیه مجامع خیریه نیز از آن جمله «کمیته امداد امام خمینی»، «انجمن خیریه نوبر تبریز»، «مؤسسه حمایت از مستمندان» و «هیئت عیادت از بیماران» فعالانه حضور داشت. وی در سال ۱۳۵۵ نیز به عضویت «هیئت تحریریه مجله پزشکی دانشگاه علوم پزشکی تبریز» انتخاب شد.
دکتر مبین در آبان ماه ۱۳۶۷ بازنشست شد؛ با این حال خدمات خود را به عنوان رئیس «مرکز بررسی و تحقیق بیماری‌های پوست آذربایجان شرقی» و «بیمارستان جذامیان باباباغی تبریز» ادامه می‌داد. بیمارستان جذامی باباباغی در سایه فعالیت‌های وی پیشرفت قابل توجهی در بعد کمی و کیفی یافته و به مرکز فعالی برای تحقیق و بررسی جذام و درمان نگهداری جذامیان تبدیل شده‌است. در زمینه تعلیم و آموزش بیماری‌های پوست به مرکز مجهز علمی و عملی مبدل شده و دانشجویان پزشکی، پرستاری، کارشناسان و کاردانان علوم آزمایشگاهی و دانشجویان علوم انسانی و پیراپزشکی از امکانات آموزشی این مرکز استفاده کرده و عده زیادی از دانشجویان پزشکی پایان‌نامه‌های تحصیلی خود را با راهنمایی و همکاری دکتر مبین تدوین و تهیه می‌کردند.
در شهریور ۱۳۷۸، در مراسمی از وی به عنوان یکی از ۱۰ پزشک پیشکسوت ایران تجلیل شد.در بهمن ۱۳۹۱، «نشان افتخار تبریز» توسط شهردار تبریز به وی اعطا شد. در دی ۱۳۹۳ نیز مجسمه‌ای برنزی از دکتر مبین در مقابل مطب سابق او واقع در تقاطع خیابان طالقانی و ۱۷ شهریور تبریز از سوی شهرداری تبریز نصب شد.
محمدحسین مبین در صبح روز دوشنبه ۶ مهر ۱۳۹۴ در سن ۸۸ سالگی به علت کهولت سن درگذشت. پیکر وی بنا به وصیت خودش، در جوار آرامگاه همسرش نشاط وثوقی، در گورستان وادی رحمت تبریز به خاک سپرده شد.
کتاب یادنامه دکتر مبین به نویسندگی محمد حسین قابل نژاد دربارهٔ زندگی و فعالیت‌های ادبی وی نوشته شده‌است.

## تالیفات
محمدحسین مبین، علاوه بر پزشکی، در حوزه ادبیات و شعر نیز فعالیت داشت. وی در شعر «شمشک» تخلص کرده و آثار بسیاری در زمینه‌های مختلف ادبی خصوصاً ادبیات آذربایجان و کودکان دارد که برخی از این آثار چاپ و برخی دیگر نیز در نشریات مختلف کشور منتشر شده‌است که عبارتند از:
- گذشته چراغ راه آینده است (همراه با غلامعلی دهقان و محمدعلی فرزانه، با نام مستعار گروه «جامی»)
- عاشیقلار (مقدمه‌ای بر کتاب آذربایجان عاشیقلاری) (۱۳۶۳)
- به یاد شهریار (سوگواره و سوگنامه‌ها) (۱۳۶۸)
- غنچه‌های خونین (قانلی چیچکلر) (۱۳۶۹)
- قاپیمیز آچیلیرگونشه ساری (مقدمه‌ای بر کتاب شعر ذوالفقار کمالی) (۱۳۶۹)
- سخنان عارفانه و نصایح حکیمانه نظامی گنجوی (۱۳۷۰)
- شیطان در شعر شهریار (گامی در راستای شهریارشناسی) (۱۳۶۰)
- آچیل چتریم آچیل (اوشاقلار ادبیاتی "۱") (۱۳۷۴)
- گل باهاریم گل (اوشاقلارادبیاتی "۲") (۱۳۷۸)
- قوش یوواسی' (اوشاقلار ادبیاتی "۳") (۱۳۷۸)
- تبریز گنجه نهفته در بسته تاریخ (۱۳۷۸)
- جذاملی سارای (۱۳۸۰)

و اشعار و قطعات منظوم دیگر از قبیل: حماسه خونین انقلاب اسلامی، آی بالام باغدا ناوار، رسامین قلمینده طبیعت جانلانیر.
مبین گذشته از فعالیت‌های ادبی، به‌دلیل شخصیت مؤثری که داشت به درون ادبیات نیز راه یافته‌است. در رمان آواوا (نوشتهٔ ناصر منظوری) کاراکتر پروفسور شیمشک، همان شخصیت محمدحسین مبین است.